# Фальборг, Таге
Таге Фальборг (швед. Tage Fahlborg; 24 апреля 1912 года — 8 января 2005 года) — шведский спринт каноист. 
Принимал участие в соревнованиях по гребле на байдарках и каноэ в конце 1930-х годов. Участник Олимпийских игр 1936 в Берлине.

## Спортивные достижения
Тренировался в спортивном клубе Stockholms KK, Стокгольм (Швеция).
Таге Фальборг завоевал бронзовую медаль в дисциплине К-2 на дистанции 10000 метров на летних Олимпийских играх 1936 в Берлине. Выступал на соревнованиях с напарником, шведским спортсменом Хельге Ларссоном.
Скончался 8 января 2005 года в Стокгольме.